# Parroquia de San Juan Bautista (San Juan de Aznalfarache)
La parroquia de San Juan Bautista se encuentra en San Juan de Aznalfarache. Tiene su sede en la Iglesia Parroquial de San Juan Bautista, construida en 1929, si bien es una institución mucho más antigua. Se conservan libros de bautismo que datan de 1509, de casamientos de 1576 y de defunciones de 1582.
En primer lugar fue la parroquia de una comunidad de frailes franciscanos. Los franciscanos tenían su convento en el Barrio del Monumento de San Juan de Aznalfarache, junto al Monumento del Sagrado Corazón. Dicho convento hoy es una casa de ejercicios diocesanos. La parroquia posteriormente se dividió en tres, la Parroquia de San Juan Bautista, que tiene su sede en la Iglesia de 1929, y la Parroquia de los Sagrados Corazones, creada en 1962, que tiene su sede en la Iglesia de los Sagrados Corazones, que tiene su sede junto a la casa de ejercicios citada en el recinto del antiguo convento, y la Parroquia de San José Obrero, en 1966, que tiene su sede en la Iglesia de San José Obrero, en el Barrio Alto.